# Hereo (rey)

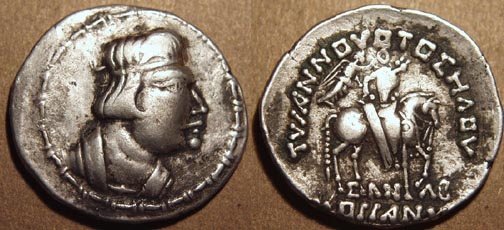
Tetradracma de plata del rey kushán Hereo, al estilo grecobactriano.
Anv: Busto de Hereo con una diadema real griega.
Rev: Montado a caballo, el jefe es coronado por la diosa griega Niké. Leyenda en griego: ΤΥΡΑΝΝΟΥΟΤΟΣ ΗΛΟΥ - ΣΑΝΑΒ - ΚΟϷϷΑΝΟΥ; "El tirano Hereo, sanav (significado desconocido) de los kushán".

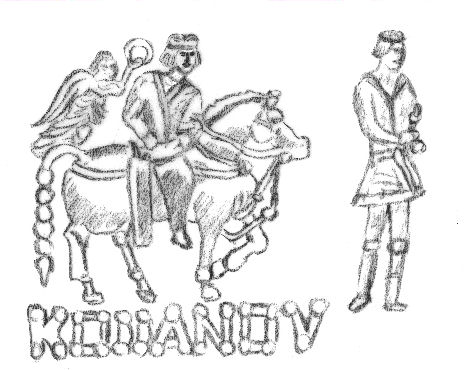
Descripción de Hereo a partir de sus monedas más claras.

Hereo, a menudo escrito como Herao o Miao, fue un líder de clan de los kushán, una de las cinco tribus constituyentes de la confederación tocaria de la Bactriana a principios del siglo I, aproximadamente en el momento en que los kushán empezaban su invasión de la India. Reinó entre los años 1 y 30 d. C.
Acuñó monedas de plata al estilo helenístico, utilizando el alfabeto griego. El reverso muestra a la diosa de la victoria Niké sosteniendo una corona de flores sobre Hereo, montado a caballo y posando con una túnica y un gran arco al lado. El retrato nos enseña al jefe con una marcada deformación craneal artificial, una característica común en varias representaciones y esculturas kushán de la primera centuria después de Cristo.
En las monedas, el nombre del jefe del clan aparece como "ΗΛΟΥ" o "ΗΙΛΟΥ", que ha sido diversamente transliterado como "Ilou", "Maou" o "Miaou".